# قائمة حلقات دكان بو نواف

## الحلقات

### الجزء الأول
| الرقم | العنوان              | تأليف               | تاريخ العرض   | تفصيل |
| ----- | -------------------- | ------------------- | ------------- | ----- |
| 1     | الحلقة الأولى        | نواف المؤمن         | 6 يونيو 2016  |       |
| 2     | الحجر القمري         | فيصل البلوشي        | 7 يونيو 2016  |       |
| 3     | الحكرة               | مساعد خالد يحيى علي | 8 يونيو 2016  |       |
| 4     | أجمل محل             | مساعد خالد يحيى علي | 9 يونيو 2016  |       |
| 5     | كنز المباركية        | فيصل البلوشي        | 10 يونيو 2016 |       |
| 6     | حرامي السوق          | مساعد خالد يحيى علي | 11 يونيو 2016 |       |
| 7     | مطبخ أم نواف         | مساعد خالد يحيى علي | 12 يونيو 2016 |       |
| 8     | شهبندر السوق         | مساعد خالد يحيى علي | 13 يونيو 2016 |       |
| 9     | قاسم مشترك           | فهد الرحماني        | 14 يونيو 2016 |       |
| 10    | انستقرام             | فهد الرحماني        | 15 يونيو 2016 |       |
| 11    | الكابو               | فيصل البلوشي        | 16 يونيو 2016 |       |
| 12    | كوابيس               | نواف المؤمن         | 17 يونيو 2016 |       |
| 13    | قبيلة الهوشونغو      | فهد الرحماني        | 18 يونيو 2016 |       |
| 14    | شريك حياة            | فهد الرحماني        | 19 يونيو 2016 |       |
| 15    | أم جرس               | نواف المؤمن         | 20 يونيو 2016 |       |
| 16    | بزنس إز بزنس         | فيصل البلوشي        | 21 يونيو 2016 |       |
| 17    | تكبرون وتبدرون       | نواف المؤمن         | 22 يونيو 2016 |       |
| 18    | سوبر نواف            | فهد الرحماني        | 23 يونيو 2016 |       |
| 19    | البطولة              | مساعد خالد يحيى علي | 24 يونيو 2016 |       |
| 20    | فتى الكراتيه         | فيصل البلوشي        | 25 يونيو 2016 |       |
| 21    | المستقبل جدامي       | فيصل البلوشي        | 26 يونيو 2016 |       |
| 22    | فدوة لج              | نواف المؤمن         | 27 يونيو 2016 |       |
| 23    | دورة الأسواق الشعبية | مساعد خالد يحيى علي | 28 يونيو 2016 |       |
| 24    | حرب الروبوت          | فيصل البلوشي        | 29 يونيو 2016 |       |
| 25    | مشروع الجزر          | فيصل البلوشي        | 30 يونيو 2016 |       |
| 26    | صحراء الضياع         | مساعد خالد يحيى علي | 1 يوليو 2016  |       |
| 27    | نايف المحترف         | فيصل البلوشي        | 2 يوليو 2016  |       |
| 28    | طبّت الملعب           | مساعد خالد يحيى علي | 3 يوليو 2016  |       |
| 29    | مدينة الوئام         | فهد الرحماني        | 4 يوليو 2016  |       |
| 30    | فل المسباح           | نواف المؤمن         | 5 يوليو 2016  |       |

### الجزء الثاني
| الرقم | العنوان                | تأليف                | تاريخ العرض  | تفصيل |
| ----- | ---------------------- | -------------------- | ------------ | --- |
| 1     | ألف من يتمناك          | مساعد خالد يحيى علي  | 27 مايو 2017 | بو مساعد رجل عجوز أعمى يتزوَّج ابنه الكبير فلا يجد من يرعاه في المنزل، فيخبره صديقه عن موقع لطلب زوجة أجنبيَّة عبر الإنترنت! |
| 2     | مجرب ولا طبيب          | مساعد خالد يحيى علي  | 28 مايو 2017 | يُصاب بو مساعد بالكحة ويرفض الذهاب للطبيب، بل يذهب لأصحاب "الطب البديل" مما يتسبب بتدهور صحته واستياء حالته. |
| 3     | شاي وشاي               | مساعد خالد علي مصطفى | 29 مايو 2017 | مُشاجرة كبيرة تنشب بين بو منيرة وبو هاني حول ما إن كان "چاي الورق" أفضل أم "چاي الچياس"، وتتطوَّر لزعل ثم لمناظرة علنيَّة. |
| 4     | أكبر صحن مموَّش          | فيصل البلوشي         | 30 مايو 2017 | نساء كويتيَّات يُقرِّرن دخول موسوعة گِنِس بأكبر طبق موش (أكلة كويتية) في العالم لتسجيل الإنجاز باسم الكويت. |
| 5     | عرس رائد ولد بو رائد   | مساعد خالد يحيى علي  | 31 مايو 2017 | يحاول بو منيرة وبو هاني وبو مساعد وبو نواف الوصول لحفل عرس "رائد" ابن "بو رائد"، لكن الكثير من الأحداث تحول دون حدوث ذلك. وفي الأخير عندما يصلون بعد بهذلة كبيرة، يحدث ما لم يكونوا قد توقعوه.                                                                       |
| 6     | الجمعية الغير تعاونية  | مساعد خالد يحيى علي  | 1 يونيو 2017 | تقوم سيدات إحدى مناطق الكويت بتنظيم حملة إعلاميَّة شاملة ضد مجلس إدارة جمعيتهم التعاونية بسبب عدم احترامهم للمستهلك ورفعهم للأسعار والفساد واختلاس الأموال. |
| 7     | الجدة دلفينا           | فيصل البلوشي         | 2 يونيو 2017 | تغادر أم بو نورة لقضاء شغلة بسريَّة، وتطلب من خادمتها دلفينا تقمِّص شخصيتها خلال تلك الفترة لكي لا يعلم أحد بأمر سفرها. |
| 8     | برانجلينا              | فبصل البلوشي         | 3 يونيو 2017 | تذهب جماعة بو نواف إلى مدينة لوس أنجلس للإصلاح بين براد بت وأنجلينا جولي للإصلاح بينهما عندما سمعوا بخبر انفصالهما. |
| 9     | نوّافودي                | مساعد خالد علي مصطفى | 4 يونيو 2017 | بسبب مهارته في نقد الطعام، تقترح نوف اخت نوَّاف ولد بو نوَّاف على اخيها نواف ان يفتح حسابًا في "سناپگرام" لكي ينتقد منه المطاعم ويكسب منه المال. مع الوقت تزداد شُهرته وتزداد تجاربه للطعام وبالتالي يُصاب بالسُمنة، إلى أن وصل لمرحلة خطرة نُقل على إثرها للمستشفى بالإسعاف. |
| 10    | نايف للواجبات والأبحاث | فيصل البلوشي         | 5 يونيو 2017 | يُساعد نايف ولد بو نوَّاف زملائه على الغش ويفتتح مؤسسة نايف للواجبات والأبحاث في مدرسته، إلى أن يخبره أستاذه بخطورة ما يقوم به على زملائه وعلى بلده ككل. |
| 11    | ماي عيني               | فيصل البلوشي         | 6 يونيو 2017 | يعود لبو مساعد بصره ليوم واحد فقط، فيقضيه بزيارة ورؤية معالم الكويت كدار الأوبرا الكويتية وحديقة الشهيد؛ إلى أن يُدرك في نهاية رحلتهم أن أفضل وقت من الممكن أن يقضيه خلال هذا اليوم هو مع عائلته ليشبع ناظريه برؤيتهم.                                                |
| 12    | الغيرة القاتلة         | مساعد خالد يحيى علي  | 7 يونيو 2017 | يُباع محل بو عبد العزيز المُجاور لمحل بو نواف على شابة حسناء تقوم بتحويل المحل لمحل لبيع العصير العضوي (الـOrganic)، فتقوم جماعة بو نواف بمُساعدتها بأعمال النقل وتجهيز المحل، ممَّا يولِّد الغيرة والشك في قلب أم نواف.                                                    |
| 13    | الشباب الضائع          | مساعد خالد يحيى علي  | 8 يونيو 2017 | يُصاب بو نواف بأزمة منتصف العمر. |
| 14    | بشت العز               | مساعد خالد علي مصطفى | 9 يونيو 2017 | بونواف يبحث عن بشت العز في السرداب القديم وام نواف شم البشت ورمى في القمامة. |

### الجزء الثالث
| الرقم | العنوان            | تأليف                | تاريخ العرض  | تفصيل |
| ----- | ------------------ | -------------------- | ------------ | ----- |
| 1     | بوسند              | مساعد خالد يحيى علي  | 17 مايو 2018 |       |
| 2     | شوفلكس             | مساعد خالد يحيى علي  | 18 مايو 2018 |       |
| 3     | مسلسل خليجي        | نواف                 | 19 مايو 2018 |       |
| 4     | بومنيرة الرياضي    | مساعد خالد يحيى علي  | 20 مايو 2018 |       |
| 5     | تلفزيون بونواف     | نواف                 | 21 مايو 2018 |       |
| 6     | البت-كوين          | نواف                 | 22 مايو 2018 |       |
| 7     | اللصوص الشرفاء     | مساعد خالد           | 23 مايو 2018 |       |
| 8     | مزايين الإبل       | نواف                 | 24 مايو 2018 |       |
| 9     | أحلام الماضي       | مساعد خالد يحيى علي  | 25 مايو 2018 |       |
| 10    | زملوج أم نواف      | نواف                 | 26 مايو 2018 |       |
| 11    | خطاب نوف           | مساعد خالد علي مصطفى | 27 مايو 2018 |       |
| 12    | فراعنة المباركية 1 | نواف                 | 28 مايو 2018 |       |
| 13    | فراعنة المباركية 2 | نواف                 | 29 مايو 2018 |       |
| 14    | الحب الشمسي        | مساعد خالد علي مصطفى | 30 مايو 2018 |       |